# Sean Berdy
Sean Lance Berdy (Boca Raton, 3 giugno 1993) è un attore statunitense, membro della comunità sorda.
Diventato famoso grazie alla serie Switched at Birth - Al posto tuo.

## Biografia
Sean Berdy nasce sordo; cresciuto nella Scuola per Sordi dello Stato di Indiana, ha studiato fin dall'infanzia la lingua dei segni americana (American Sign Language).

## Carriera
Apparso per la prima volta nel film The Sandlot 2; in seguito è scritturato per altri film, per la sua caratteristica di attore che si esprime con la lingua dei segni.
Nella serie Switched at Birth impersona Emmett, miglior amico di Daphne, che diverrà successivamente fidanzato di Bay.
Apparso nella serie The Society prodotta da Netflix, nel 2019, con il ruolo Sam.

## Filmografia

### Cinema
- Il ritorno dei ragazzi vincenti (The Sandlot 2), regia di David Mickey Evans (2005)
- The Bondage, regia di Eric Allen Bell (2006)
- The Legend of the Mountain Man, regia di Mark Wood (2008)
- The Deaf Family, regia di Chad W. Taylor (2008)

### Televisione
- Switched at Birth - Al posto tuo (Switched at Birth), serie TV, 103 episodi (2011-2017)
- Drunk History, serie TV, 1 episodio (2018)
- The Society, serie TV, 10 episodi (2019-2020)

## Doppiatori italiani
Nelle versioni in italiano delle opere in cui ha recitato, Sean Berdy è stato doppiato da:
- Dario De Rosa in Switched at Birth - Al posto tuo
- Federico Campaiola in The Society